# Nationaal park Serpentine
Nationaal park Serpentine is een nationaal park in de regio Peel in West-Australië. Het ligt 55 kilometer ten zuidoosten van Perth, nabij het plaatsje Serpentine, in de Darling Scarp. Het is vooral bekend voor de watervallen in de rivier Serpentine.

## Geschiedenis
De Nyungah Aborigines van de Whadjuk taalgroep, en vermoedelijk ook van de Bindjareb taalgroep, waren de oorspronkelijke bewoners van de streek. De rivier Serpentine, de omliggende heuvels en het drasland van de kustvlakte voorzagen de Aborigines van drinkwater en voedsel. Ze bouwden visvallen in de rivier, stroomafwaarts van de watervallen.
De rivier Serpentine werd door kolonisten ontdekt, twee maanden na de stichting van de kolonie aan de rivier de Swan in juli 1829. De streek trok kolonisten aan die op zoek waren naar grond, hout en goud. Er zijn nog mijnschachten zichtbaar in het park maar het is onzeker of er ooit goud gevonden werd.
Tegen de jaren 1890 was de streek voor een groot deel ontbost om landbouwgrond te creëren of voor het hout. Men begon zich te realiseren dat inheemse planten en dieren aan het verdwijnen waren. In 1894 werd een 160.000 hectare groot natuurreservaat uitgeroepen tussen Pinjarra, North Dandalup en Bannister. De behoefte aan hout bleef echter groot en in 1911 werd het natuurreservaat opgeheven. De watervallen werden wel in een recreatiegebied ondergebracht omdat ze populair waren bij toeristen. Door de jaren heen werden verscheidene omliggende kavels reservaat. In 1957 werden deze samengevoegd tot het Serpentine National Park. Het park werd naar de rivier Serpentine vernoemd.

## Geografie
Het nationaal park Serpentine ligt op de Darling Scarp. Deze cuesta vormt de westelijke grens van een enorm oud plateau. Dat plateau vormt de grondlaag van het zuidwesten van West-Australië. Het bestaat voornamelijk uit graniet, met soms ook doleriet, gneis en kwartsiet, en is tot 2,5 miljard jaar oud. Erbovenop heeft zich 10 miljoen jaar geleden een laag lateriet gevormd.
Het park ligt in een natuurlijke kloof aan de voet van de cuesta. Het strekt zich uit over de steile hellingen van de vallei van de rivier Serpentine. Het wassende water van de rivier heeft op sommige plaatsen steile gladde granieten oeverwanden veroorzaakt. 's Winters vormen zich watervallen en door rotsen omringde waterpoelen.
De streek kent een mediterraan klimaat.

## Fauna en flora

### Flora
De beste periode om wilde bloemen te bekijken is tussen juli en november. De Stylidium, Pterostylis, Caladenia, Drosera gigantea en de Grevillea behoren tot de meest voorkomende wilde bloemen in het park. De Diuris groeit op de granieten rotsformaties.
De meest voorkomende bomen zijn de jarrah, marri en wandoo. De Eucalyptus laeliae en de Eucalyptus lane-poolei hebben een vrij beperkt areaal en komen voor in het park.
Het park maakt deel uit van het overheidsprogramma Bush Forever. Het programma dient de biodiversiteit in de regio rond Perth te beschermen.

### Fauna
Het park telt een honderdtal vogelsoorten. Een deel van het park maakt deel uit van de Important Bird Area (IBA) North Dandelup. De IBA werd uitgeroepen vanwege de aanwezigheid van een groot aantal bedreigde langsnavelraafkaketoes en een kleinere populatie bedreigde dunsnavelraafkaketoes. Verder leven er nog roodstaartraafkaketoes, roodkapparkieten, rosse kruipers, roodvleugelelfjes, roesthalshoningvogels, grijsborstvliegenvangers, grijswitte vliegenvangers en Kaap leeuwin-doornsnavels.
De westelijke grijze reuzenkangoeroe kan waargenomen worden rond de picknickplaatsen. Er leven ook mierenegels, zwartstaartbuidelmarters, tafa's, geelvoetbuidelmuizen, smalvoetbuidelmuizen, gewone kortneusbuideldassen, Irmawallaby's in het park.
Men treft er ook reptielen aan zoals pijnappelskinks, ruitpythons en slangenhalsschildpadden. Op de granieten rotsformaties kan men agamen waarnemen.

## Wandel- en fietspaden
Er liggen drie bewegwijzerde wandelpaden in het park:
- Staceys Loop (1,9 km)
- Baldwins Bluff (6 km)
- Kittys Gorge Trail (14 km)

De Munda Biddi Trail, een 1.000 kilometer lange fietsroute, loopt door het park.
Alexander Morrison · 
Avon Valley · 
Badgingarra · 
Bandiln͟gan (Windjana Gorge) · 
Beelu · 
Boorabbin · 
Brockman · 
Cape Arid · 
Cape Le Grand · 
Cape Range · 
Cliff Spackman · 
Collier Range · 
Dan͟ggu · 
D'Entrecasteaux · 
Dimalurru (Tunnel Creek) · 
Drovers Cave · 
Drysdale River · 
Eucla · 
Fitzgerald River · 
Francois Peron · 
Frank Hann · 
Gloucester · 
Goldfields Woodlands · 
Goongarrie · 
Gooseberry Hill · 
Greater Beedelup · 
Greenmount · 
Hassell · 
Hidden Valley · 
John Forrest · 
Kalamunda · 
Kalbarri · 
Karijini · 
Karlamilyi · 
Kennedy Range · 
Lawley River · 
Leeuwin-Naturaliste · 
Lesmurdie Falls · 
Lesueur · 
Millstream-Chichester · 
Mitchell River · 
Moore River · 
Mount Augustus · 
Mount Frankland · 
Mount Roe-Mount Lindesay · 
Nambung · 
Neerabup · 
Peak Charles · 
Porongurup · 
Purnululu · 
Scott · 
Serpentine · 
Shannon · 
Sir James Mitchell · 
Stirling Range · 
Stokes · 
Tathra · 
Torndirrup · 
Tuart Forest · 
Unnamed (Nr. 17519) · 
Unnamed (Nr. 46400) · 
Walpole-Nornalup · 
Walyunga · 
Warren · 
Watheroo · 
Waychinicup · 
Wellington · 
West Cape Howe · 
William Bay · 
Wolfe Creek Meteorite Crater · 
Yalgorup · 
Yanchep
Overzicht Nationale parken in:
 Australië · New South Wales · Noordelijk Territorium · Queensland · Zuid-Australië · Tasmanië · Victoria · West-Australië